# Nomenklatura
Nomenklatura (palavra russa derivada do latim) era como se designava a "burocracia", ou "casta dirigente" da União Soviética. Ela incluía altos funcionários do Partido Comunista da União Soviética e trabalhadores com cargos técnicos, artistas e outras pessoas que gozavam da simpatia do Partido Comunista. Na verdade, os membros da "nomenklatura" eram, em sua esmagadora maioria, filiados ao Partido Comunista da União Soviética e gozavam de inúmeros privilégios e vantagens inacessíveis para o restante da população do país.

## Origens
O termo nomenklatura deriva do latim nomenclatura que, assim como em português, significa uma lista de nomes. Originalmente, era uma lista de postos ou cargos com altas responsabilidades, cujos ocupantes deviam ser previamente aprovados pelo Partido Comunista da União Soviética. Por extensão, o nome passou a ser usado também para as pessoas que ocupavam tais cargos.
O número de membros da Nomenklatura chegou a ser de 750.000 pessoas. No início, este grupo cresceu como o encarregado por administrar um país de proporções continentais, abrigando mais de 300 milhões de habitantes. Seus militantes exerciam diversos trabalhos, desde técnicos a artísticos. Ainda que nem todos os membros pertencessem ao Partido Comunista, deviam ser vistos com bons olhos por ele.

## Críticas
O dirigente da Revolução Russa Leon Trotsky desenvolveu na sua obra "A Revolução Traída" toda uma teoria acerca da gênese e do desenvolvimento da burocracia na União Soviética. Tal posição é brutalmente rejeitada pelos pensadores e militantes ligados ao stalinismo, bem como por outros pensadores marxistas, como Charles Bettelheim, Ernst Bloch e outros. Para os trotskistas a burocracia - ou nomenklatura - nasce e alimenta-se da classe trabalhadora, não se constituindo uma classe social autônoma, ainda que seus interesses - particularmente por conta de seus privilégios na sociedade soviética - acabam sendo distintos dos interesses da maioria da população. Trotsky afirmou que a nomenklatura, a partir da ascensão do nazismo na Alemanha havia, de forma definitiva, passado para o campo da contra-revolução (o que o levou a defender a construção da IV Internacional).
Ainda segundo Trotsky, como a burocracia não se apoderou da propriedade social dos meios de produção, a URSS deveria ser defendida de forma incondicional contra qualquer ataque das potências do imperialismo; por outro lado, a política da burocracia poderia levar à restauração capitalista. Por isso, Trotsky defendia uma "revolução política" na URSS, isto é, um movimento que derrubasse a burocracia e restaurasse o regime dos soviets, colocasse fim ao regime do partido único e todo um conjunto de medidas que denominava a restauração do que chamava democracia operária.
Bloch, Bettelheim e outros defenderam a tese de que a burocracia, mesmo tendo nascido da classe trabalhadora, no seu desenvolvimento histórico tornou-se uma classe social distinta do proletariado, o que levou mesmo a desenvolverem a teoria de que havia luta de classes no interior da URSS. Muitos partidos, mesmo alguns originalmente trotskistas (como o SWP norte-americano), adotaram esta posição, o que levou-os a defender a neutralidade dos revolucionários durante a Segunda Guerra Mundial.

## Hoje em dia
Atualmente, com a queda do muro de Berlim e o fim da URSS existe uma grande polêmica acerca do tema. Um pequeno grupo - a IV Internacional (1993) - defende a tese de que o modo de produção capitalista não tem condições de se auto-reproduzir, construindo o conceito de imperialismo senil. Nesta linha, seria impossível à burguesia e à burocracia, em conjunto, restaurarem o capitalismo no Leste Europeu, pois as forças produtivas teriam parado de crescer, como afirma o Programa de Transição.
Na União Soviética, o sistema em si não concedia grandes privilégios aos membros, mas muitos deles foram participantes de desvios e corrupção. Depois da derrocada do regime, o sistema que mantinha a nomenklatura foi desfeito. Apesar disso, muitos dos membros mantiveram posições privilegiadas na nova administração.
Existe um livro escrito por um nomenclaturista que desertou para o Ocidente que narra a corrupção da Nomenklatura: "A Nomenklatura - os privilegiados na URSS", de Mikhail Voslenski inspirado na obra de Milovan Djilas chamada A Nova Classe.